# Xenylla fernandesi
Xenylla fernandesi är en urinsektsart som beskrevs av da Gama 1974. Xenylla fernandesi ingår i släktet Xenylla och familjen Hypogastruridae. Inga underarter finns listade i Catalogue of Life.